# Auguste Mestral

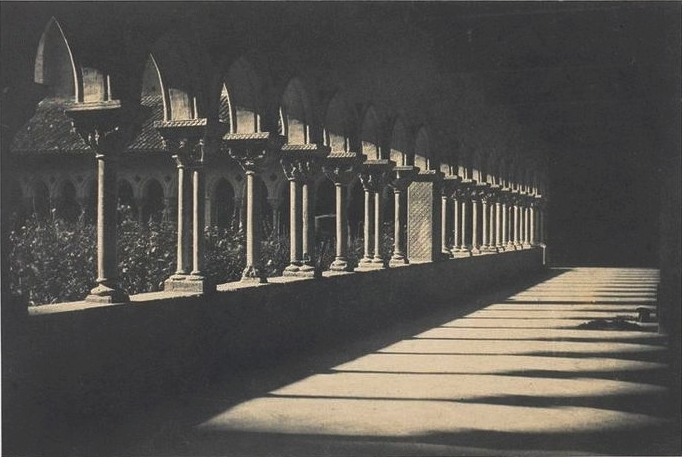
Le Gray, Mestral, Krużganek klasztoru w Moissac, 1851

Auguste Mestral, zw. O. Mestral, właśc. Thérèse Jean-Baptiste Augustin Mestral (ur. 20 marca 1812 w Rans, zm. 1 marca 1884 tamże) – francuski fotograf czynny w latach 40. i 50. XIX w., członek Mission Héliographique.
Był synem Pierre’a i Jeanne Françoise Poux, jednak nosił nazwisko pierwszego męża swojej matki, Claude’a Étienne’a Mestrala. Oprócz przyrodniego rodzeństwa miał także starszego brata, architekta. 
Na początku lat 40. Auguste Mestral poznał fotografa Gustave'a le Graya, którego został bliskim przyjacielem i współpracownikiem (Le Gray wymieniał go później jako jednego ze swoich uczniów). Z wykształcenia prawnik, w 1844 przeniósł się do Paryża, gdzie wykonywał portrety, początkowo w technice dagerotypii, a później na papierze. Od 1849 do 1856 zajmował lokal przy ulicy Vivienne 48. W 1851 stał się jednym z założycieli Société héliographique, a trzy lata później Société française de la photographie. Został członkiem Mission Héliographique – grupy pięciu fotografów, która otrzymała rządowe zlecenie na wykonanie dokumentacji fotograficznej zabytków Francji. Nie jest jasne, w jaki sposób Mestral wszedł w jej skład i jaką dokładnie pełnił rolę – fotografował razem z Le Grayem ale nie wiadomo, czy był tylko jego pomocnikiem czy też działał bardziej samodzielnie. Razem wykonali zdjęcia m.in. zamku w Blois, fortyfikacji w Carcassonne i klasztoru w Moissac. 
Także po zakończeniu działalności przez Mission Mestral wykonywał zdjęcia z widokami zabytków. W 1852 fotografował w Normandii i Bretanii, które nie był objęte działalnością Mission. 
W 1856 powrócił do rodzinnego Rans i prawdopodobnie wówczas przerwał działalność fotograficzną. Swoje atelier i negatywy przekazał – jak wynika z listu Moutrille’a, opublikowanego w 1889 w "Bulletin de la Société Française de la Photographie" – swojemu przyjacielowi, Ernstowi Moutrille’owi, bankierowi z Besançon.
Życiorys Mestrala przez długi czas pozostawał nieznany; dopiero badania prowadzone przy okazji dwóch wystaw z 2002 roku, poświęconych Mission Héliographique i Gustavowi Le Grayowi, pozwoliły na ustalenie podstawowych danych biograficznych.